# Madison County, Idaho
Madison County är ett administrativt område i delstaten Idaho, USA, med 37 536 invånare (2010). Den administrativa huvudorten (county seat) är Rexburg.  

## Geografi
Enligt United States Census Bureau så har countyt en total area på 1 226 km². 1 221 km² av den arean är land och 5 km² är vatten.

### Angränsande countyn
- Fremont County - nord
- Teton County - öst
- Bonneville County - syd
- Jefferson County - vest